# 메달 오브 아너: 뱅가드
메달 오브 아너: 뱅가드(Medal of Honor: Vanguard)는 1인칭 슈팅 비디오 게임으로, 메달 오브 아너 비디오 게임 시리즈 가운데 10번째 게임이다. EA 로스엔젤레스와 버드캣 크리에이션스에 의해 개발되었으며 플레이스테이션 2와 Wii용으로 출시되었다.

## 게임플레이
이 게임은 메달 오브 아너: 에어본과 수많은 게임플레이 요소들을 공유하고 있다. 플레이어는 망원 조준경을 M1 개런드에 추가하는 등 무기를 커스터마이즈할 수 있다.

### 멀티플레이어
게임에 멀티플레이어가 포함되었으며 2~4인 화면 분할 모드로 게임을 즐길 수 있고 Wii와 PS2 버전에서 제공된다. Deathmatch, Team Deathmatch, Capture the Flag, King of the Hill, Scavenger Hunt 등 5가지 모드가 있다.

## 평가
| 평론 점수 평론사 점수 PS2 Wii 유로게이머 4/10 [ 1 ] 게임 인포머 6/10 [ 2 ] 4/10 [ 3 ] 게임 레볼루션 C− [ 4 ] C− [ 4 ] 게임스팟 5.5/10 [ 5 ] 5.5/10 [ 5 ] 게임스파이 [ 6 ] [ 6 ] IGN 7.2/10 [ 7 ] 7/10 [ 8 ] 닌텐도 파워 6/10 [ 9 ] PSM 7/10 [ 10 ] 통합 점수 메타크리틱 63/100 [ 11 ] 56/100 [ 12 ] |        |        |
| 평론 점수 |        |        |
| 평론사 | 점수   | 점수   |
| 평론사 | PS2    | Wii    |
| 유로게이머 |        | 4/10   |
| 게임 인포머 | 6/10   | 4/10   |
| 게임 레볼루션 | C−     | C−     |
| 게임스팟 | 5.5/10 | 5.5/10 |
| 게임스파이 | [ 6 ]  | [ 6 ]  |
| IGN | 7.2/10 | 7/10   |
| 닌텐도 파워 |        | 6/10   |
| PSM | 7/10   |        |
| 통합 점수 |        |        |
| 메타크리틱 | 63/100 | 56/100 |